# Сирийское христианство

Церкви сирийской традиции

Восточно-сирийские (Церковь Востока) митрополии показаны в Азии с IX по XIII века

Западно-сирийские епархии Сирийской православной церкви в средневековый период

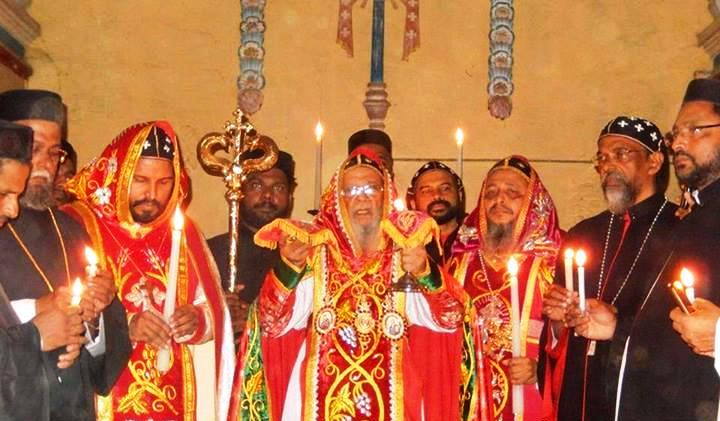
Священная Курбана Сирийской православной церкви, празднование Божественной литургии святого Иакова

Современные подразделения христиан святого Фомы (также известных как сирийские христиане)

Сири́йское христиа́нство (сир. ܡܫܝܚܝܘܬܐ ܣܘܪܝܝܬܐ, mšiḥyuṯo suryoyto или mšiḥāyūṯā surāyṯā) представляет собой особую ветвь восточного христианства, чьи основные богословские сочинения и традиционные литургии написаны на классическом сирийском языке, разновидности арамейского. В более широком смысле этот термин может также относиться к арамейскому христианству в целом, охватывая, таким образом, все христианские традиции, основанные на литургическом использовании арамейского языка и его вариаций, как исторических, так и современных.
Наряду с греческим и латинским, классический сирийский был одним из трёх наиболее важных языков раннего христианства. На нём развилась особая сирийская форма христианства, которая процветала на Ближнем Востоке и в других частях Азии в период поздней античности и Раннего Средневековья, дав начало различным литургическим и деноминационным традициям, представленным в современном мире несколькими церквями, которые продолжают религиозное и культурное наследие сирийского христианства.
Сирийское христианство включает в себя две литургические традиции. Восточно-сирийский обряд (также известный как «халдейский», «ассирийский», «сасанидский», «вавилонский» или «персидский обряд»), основной анафорой которого является Священная Курбана святых Фаддея и Мария. Его используют иракская Халдейская католическая церковь, Ассирийская церковь Востока и Древняя Ассирийская церковь Востока, а также индийская Сиро-малабарская католическая церковь и Халдейская сирийская церковь (последняя является частью Ассирийской церкви Востока).
Западно-сирийский обряд (также называемый «антиохийским сирийским обрядом» или «обрядом святого Иакова»), анафора которого имеет Божественную литургию святого Иакова. Его используют Сирийская православная церковь, ливанская Маронитская церковь и Сирийская католическая церковь, а также индийская Сиро-маланкарская католическая церковь, Маланкарская православная церковь, Сирийская христианская церковь якобитов (часть Сирийской православной церкви), Малабарская независимая сирийская церковь. Модифицированная версия этого обряда используется Сирийской церковью Маланкара мар Тома и более реформатской Евангелической церковью святого Фомы Индии.
В Индии восточных христиан (христиан апостола Фомы) обеих литургических традиций (восточной и западной) называют «сирийскими» христианами. Традиционная восточно-сирийская община представлена Сиро-малабарской церковью и Халдейской сирийской церковью Индии (часть Ассирийской церкви Востока). Западно-сирийская литургическая традиция была введена после 1665 года, и связанная с ней община представлена Якобитской сирийской христианской церковью (часть Сирийской православной церкви), Маланкарской православной сирийской церковью (обе принадлежат к древневосточному православию), Католическая церковь Сиро-Маланкара (восточно-католическая церковь), Сирийская церковь Маланкара мар Тома (часть Англиканской общины) и Малабарская независимая сирийская церковь (независимая православная церковь, не являющаяся частью Вселенской православной Церкви).
Сирийский язык — разновидность арамейского языка, возникшая в Эдессе, Верхней Месопотамии, в первые века нашей эры. Тесно связанный с арамейским языком Иисуса, галилейским диалектом. Эта связь добавила ему престижа в христианской среде. Форма языка, используемая в Эдессе, преобладала в христианских писаниях и была принята как стандартная форма, «удобное средство распространения христианства везде, где есть субстрат разговорного арамейского». Район, где говорили на сирийском или арамейском языке, зона соприкосновения и конфликта между Римской империей и Сасанидской империей, простирался от Антиохии на западе до Селевкии-Ктесифона, столицы Сасанидов (в Ираке), на востоке и включал всю или части современной Сирии, Ливана, Израиля/Палестины, Ирака и части Турции и Ирана.

## Церкви сирийской традиции
Западно-сирийский обряд
- Древневосточные православные церкви
  - Сиро-яковитская православная церковь (нехалкидонская древневосточная православная церковь Антиохии и всего Востока)
    - Маланкарская яковитская сирийская ортодоксальная церковь (нехалкидонская древневосточная православная церковь Индии в составе Сирийского Патриархата)

  - Маланкарская православная церковь (автокефальная; нехалкидонская древневосточная православная церковь Индии) к ней также относится Гоанская православная церковь
- Восточнокатолические церкви
  - Маронитская католическая церковь,
  - Сирийская католическая церковь,
  - Сиро-маланкарская католическая церковь (сирийская католическая церковь в индийском штате Керала),
- Церковь Мар Тома, состоящая в евхаристическом общении с Англиканским сообществом
- Евангелическая церковь Индии святого Фомы, относится к Евангельским христианам;

Восточно-сирийский обряд
- Независимые части Церкви Востока
  - Ассирийская церковь Востока
  - Древняя Ассирийская церковь Востока
- Восточно-сирийские церкви в составе Католической церкви
  - Халдейская католическая церковь
  - Сиро-малабарская католическая церковь

Восточно-сирийские христиане участвовали в миссии в Индии, и многие из нынешних церквей в Индии находятся в общении с сирийскими церквями. Эти индийские христиане известны как Христиане апостола Фомы.